# Charles Friedel
Pour les articles homonymes, voir Friedel et Famille Friedel.
Charles Friedel, né à Strasbourg le 12 mars 1832 et mort à Montauban le 20 avril 1899, est un minéralogiste et chimiste français. Il a découvert la réaction de Friedel-Crafts (alkylation et acylation) avec James Crafts en 1877.

## Biographie

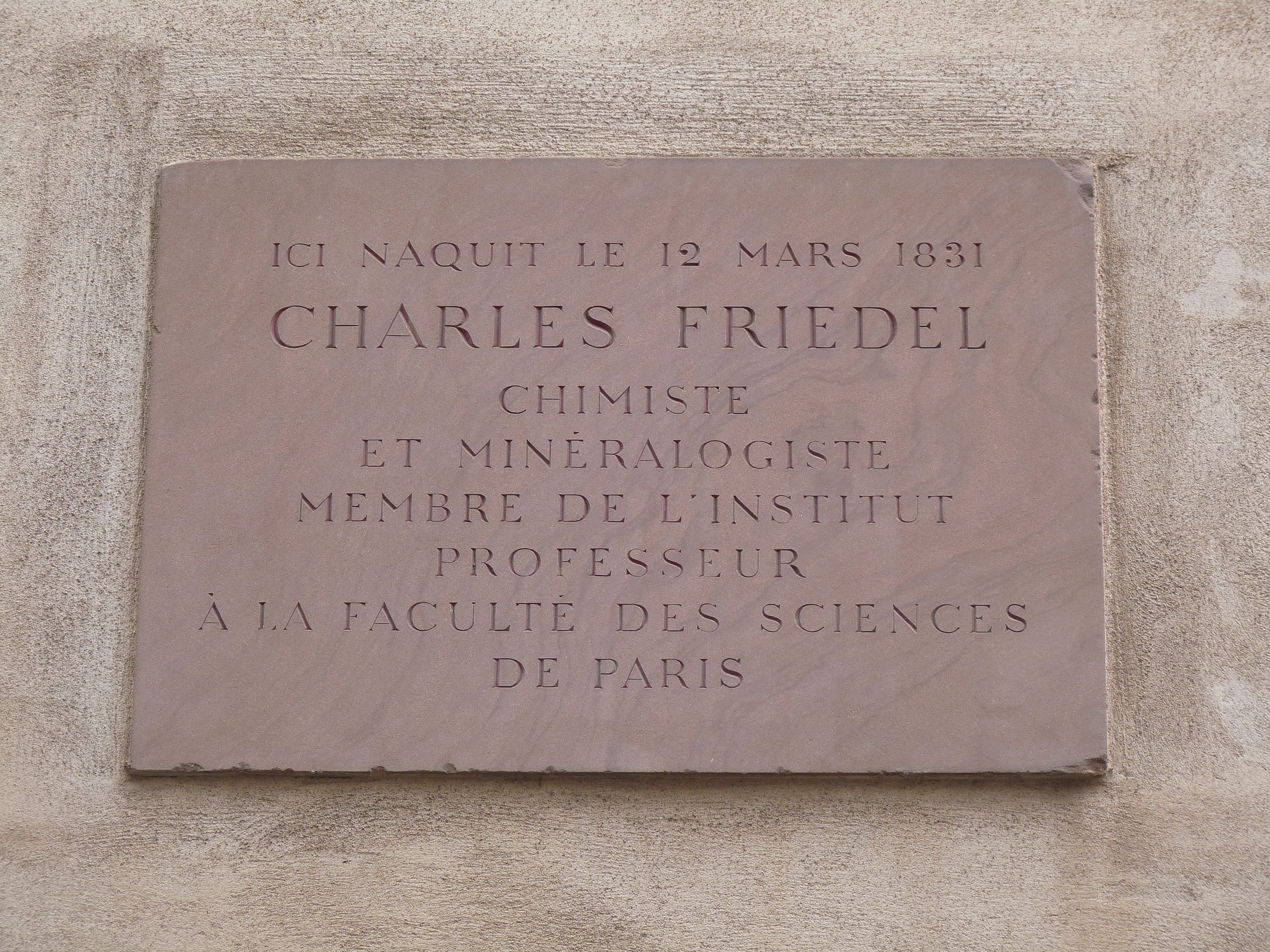
Plaque sur l'Hôtel Brackenhoffer à Strasbourg où est né Charles Friedel

Fils d'un banquier alsacien et protestant, il commence ses études à Strasbourg, où il fréquente le Gymnase et suit les cours de Louis Pasteur. Son grand-père, Louis Georges Duvernoy, l'initie à la minéralogie et l'attire à Paris dès 1850.
De 1856 à 1880, Friedel est conservateur des collections de l'École des mines de Paris où il a d'ailleurs un petit appartement et un laboratoire où il a produit des minéraux de synthèse et notamment essayé de produire des diamants synthétiques.
Toutefois, grâce à son grand-père Duvernoy, il entre au laboratoire de Charles Adolphe Wurtz où il étudie la chimie et fait sa thèse de doctorat. Il y étudie les aldéhydes et les cétones. Il arrive à synthétiser complètement la glycérine. Il travaille sur les combinaisons du silicium avec l'hydrogène et l'oxygène. Jusqu'à la fin de sa vie, il se passionne autant pour la synthèse des minéraux, qu'il expérimente à l'Ecole des mines, que pour la chimie organique, qu'il étudie dans le laboratoire de Würtz.
Friedel a découvert la réaction de Friedel-Crafts (alkylation et acylation) avec son élève James Crafts en 1877.
Professeur de chimie à la Sorbonne, il est élu membre de l'Académie des sciences en 1878.
Successeur de Gabriel Delafosse à la chaire de minéralogie de la faculté des sciences de Paris en 1876, il quitte ce poste en 1885 et il est remplacé par Paul Hautefeuille, pour succéder à Charles Adolphe Wurtz à la chaire de chimie organique. À sa mort, il est remplacé par Albin Haller.
Il est cofondateur à Paris avec Philippe de Clermont, le chimiste et physicien de l'École pratique des hautes études, de l'Institution alsacienne (1871) au 36, rue des Écoles ; puis avec Adolphe Wurtz, le grand chimiste et médecin, Charles Robert, un archéologue et numismate, ancien conseiller d’État, Gabriel Monod, historien professeur au Collège de France, et Alphonse Parran, ingénieur, il participe à la fondation de l'École alsacienne (1874) qui remplacera cette première expérience ; et aussi de École nationale supérieure de chimie de Paris (1896).
En 1898, Charles Friedel fait partie des fondateurs de la Ligue des droits de l'homme. Il est membre du premier Comité central de la Ligue, de juin 1898 à sa mort.
On lui doit la description d'espèces minérales :
- Adamite
- Carnotite
- Delafossite (dédiée à Gabriel Delafosse).

## Distinctions

### Décorations
- Officier de la Légion d'honneur (décret du 31 décembre 1887) : chevalier par décret du 11 août 1869[1]
- Officier de l'Instruction publique[1]
- Commandeur de l'ordre de Saint-Jacques (Portugal)[1]
- Commandeur de l'ordre de la Couronne (Roumanie)[1]

### Récompenses
- Médaille Davy (1880)

## Sélection de publications
- Charles Friedel, Recherches sur les acétones et sur les aldéhydes. Suivi de Sur la pyro-électricité dans les cristaux bons conducteurs de l'électricité, Paris, Gauthier-Villars, 1869 (lire en ligne)
- Charles Friedel, Recherches sur l'absorption de la lumière, Paris, Gauthier-Villars, 1888 Texte en ligne disponible sur LillOnum

## Famille et descendance
Sa première épouse, Émilie Salomé Koechlin (1837-1871), est la fille de Emile Koechlin et de sa cousine Salomé Koechlin (1817-1891), membres de la famille Koechlin. De ce mariage, il a grâce à son fils, Georges Friedel, plusieurs descendants scientifiques célèbres. 
Après le décès prématuré de Émilie qui était partie se réfugier à Genève au cours de la guerre de 1870-71, il épouse en secondes noces Louise Salomé, fille de Charles Combes, directeur de l'École des mines, dont il a un fils botaniste, Jean Friedel.

## Pour approfondir